# Punta Conscripto Bernardi
La Punta Conscripto Bernardi es una punta ubicada en la costa este de la isla Vindicación del grupo Candelaria en las islas Sandwich del Sur. Se halla próximo a la punta Baja, a la punta Roquedal y al fondeadero Hércules, frente al canal Nelson.

## Toponimia
La punta recibe el nombre del conscripto Anacleto Bernardi de la Armada Argentina, nacido en la provincia de Entre Ríos y que murió heroicamente el 25 de octubre de 1927 en el naufragio del barco Principessa Mafalda en las costas de Brasil.
La isla nunca fue habitada ni ocupada, y es reclamada por el Reino Unido como parte del territorio británico de ultramar de las Islas Georgias del Sur y Sandwich del Sur y por la República Argentina, que la hace parte del departamento Islas del Atlántico Sur dentro de la provincia de Tierra del Fuego, Antártida e Islas del Atlántico Sur.